# Pedostibes rugosus
Pedostibes rugosus és una espècie d'amfibi que viu a Brunei, Indonèsia i Malàisia.
Està amenaçada d'extinció per la pèrdua del seu hàbitat natural.